# Agnietenkapel (Gouda)
De Agnietenkapel is het restant van een voormalig vrouwenklooster, het Agnietenconvent, aan de Nieuwe Markt in de Nederlandse stad Gouda.
Het Agnietenconvent werd opgericht op het einde van de 14e eeuw. Het vrouwenklooster was gewijd aan Sint-Agnes. De zusters leefden volgens de regels van Augustinus. Het convent grensde aan een ander vrouwenklooster, het Magdalenaconvent, eveneens gelegen op het gebied van de huidige Nieuwe Markt (zie afbeelding). De gotische kapel zal in het midden van de 15e eeuw zijn gebouwd. Het Agnietenconvent bestond uit een kloosterhof, waaromheen de gebouwen waren gesitueerd: een kapel met sacristi, het klooster, een brouwerij, dienstgebouwen en stallen. Erg voorspoedig ging het niet met dit kloosterconvent, dat door de eigen pater van het convent in 1515 dit arme ende miserabel, scamel convent werd genoemd.
Na de hervorming werd de kapel eerst gebruikt als werkplaats voor de tapijtwevers in de stad. In 1653 werd de lommerd, de bank van lening, in het gebouw gevestigd. Tot 1924 hebben Gouwenaren hier tegen een onderpand geld kunnen lenen. Vanaf 1924 kreeg het gebouw een wisselende bestemming als arbeidsbeurs, voedseldistributie, noodpostkantoor en als kunstcentrum. In de loop der tijd werden de diverse gebouwen van het convent gesloopt. In de jaren zestig en zeventig van de 20e eeuw heeft de kapel jaren leeg gestaan en stond deze ook op de nominatie om te worden gesloopt. In de periode 1972 tot 1975 werd het gebouw gerestaureerd. Thans doet het dienst voor diverse culturele activiteiten, zoals tentoonstellingen en ontvangsten.

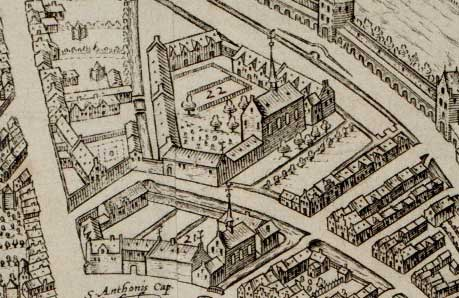
Het Agnietenconvent (nr. 21) en het Magdalenaconvent (nr. 22) in 1585, (fragment stadskaart 1585)
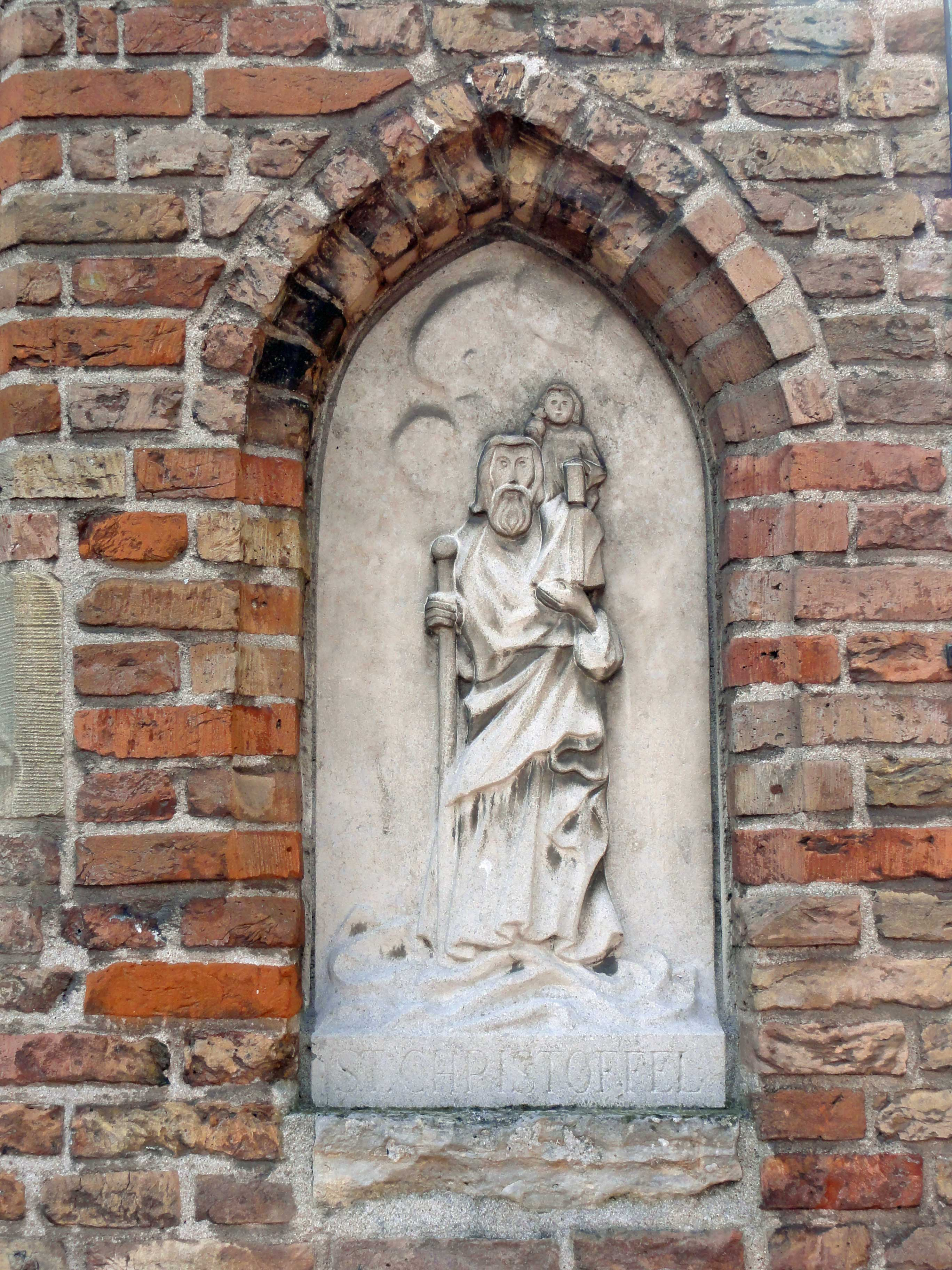
Christoffel door Cees Broehs Agnietenkapel Gouda
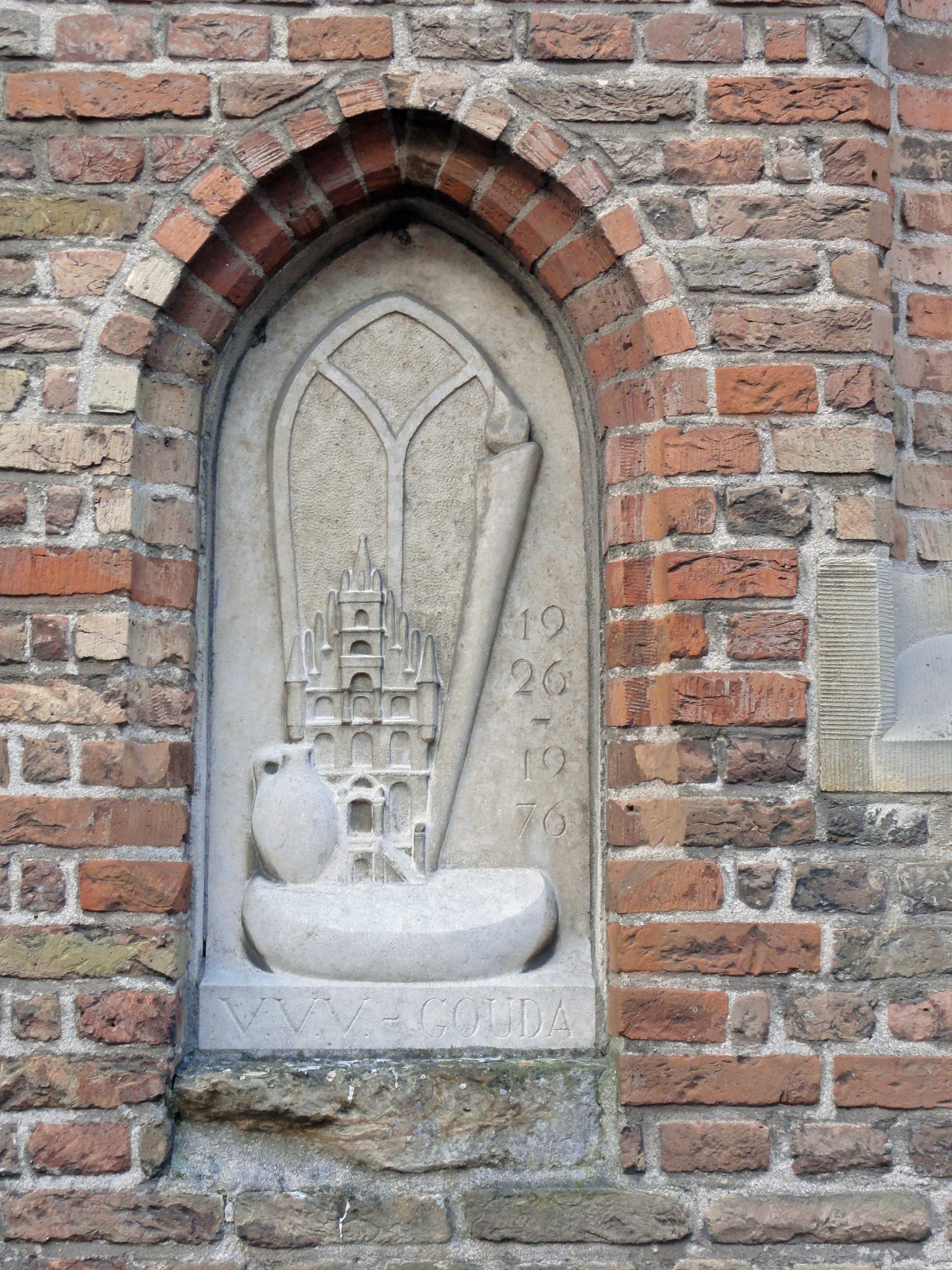
Stadhuis van Gouda door Cees Broehs Agnietenkapel Gouda